# The InBetween
The InBetween é uma série de televisão de drama sobrenatural americana que estreou em 29 de maio de 2019 na NBC.
Em novembro de 2019, a série foi cancelada após uma temporada.

## Premissa
The InBetween segue Cassie Bedford, que nasceu com um dom, embora ela possa chamá-lo de uma maldição. Ela pode ver e se comunicar com os mortos, ajudando-os com seus problemas não resolvidos ... quer ela goste ou não. Quando o pai dela, Det. Tom Hackett e seu novo parceiro, o ex-agente do FBI Damien Asante, precisam de ajuda para resolver um assassinato sombriamente intrigante, Cassie concorda em usar suas habilidades. Apesar de sua relutância, ela pode ter encontrado uma maneira de manter seus demônios afastados, enquanto resolve alguns dos casos mais desafiadores da cidade."

## Elenco e personagens

### Principais
- Harriet Dyer como Cassie Bedford, uma barman com habilidades psíquicas inexplicáveis, incluindo ser capaz de conversar com espíritos e testemunhar momentos que ocorreram no passado.  Ela lida com seu "presente" usando-o para ajudar a polícia, em parte para evitar que ela acabe como sua mãe, que rejeitou seu presente e abandonou Cassie antes de sucumbir ao alcoolismo.
- Justin Cornwell como Det. Damien Asante, um ex-criador de perfil do FBI e detetive do LAPD que se transfere para Seattle em busca de novas oportunidades.  Mais tarde, é revelado que ele realmente se transferiu para vigiar sua noiva Sally, que atualmente está em coma.
- Cindy Luna como Det. Maria Salinas, membro da unidade de Tom
- Anne-Marie Johnson como tenente Swanstrom, superior de Tom e Damien.
- Chad James Buchanan como Will, colega de trabalho de Cassie e ocasional parceiro romântico. Atualmente, ele está treinando para ser chef.
- Paul Blackthorne como Det. Tom Hackett, um oficial inglês do Departamento de Polícia de Seattle. Ele e seu marido Brian criaram Cassie, embora Brian se incomode com o fato de Tom optar por explorar os poderes de Cassie como recurso policial.

### Recorrente
- Michael B. Silver como Brian Currie, marido de Tom e terapeuta profissional
- Andres Joseph como Det. Zayn Meier, um investigador especializado em rastreamento digital e forense
- Sean Bolger como Ed Roven, um serial killer ativo no Texas nos anos 90, que foi pego e executado em 2005. Ele aparece como um espírito para Cassie, buscando ajuda para deixar o "InBetween".
- Grace Lynn Kung como Amy Shu, legista

## Produção

### Desenvolvimento
Em 12 de janeiro de 2018, foi anunciado que a NBC havia dado um pedido piloto à produção. O piloto foi escrito por Moira Kirland, produtora executiva ao lado de David Heyman e Nancy Cotton. As empresas de produção envolvidas com o piloto incluem Heyday Television e Universal Television. Em 10 de maio de 2018, foi anunciado que a produção recebeu um pedido de série. Alguns dias depois, foi anunciado que a série estrearia como uma substituição no meio da temporada na primavera de 2019. Em 1º de abril de 2019, foi anunciado que a série seria retida no meio da temporada com uma data de estreia de  29 de maio de 2019.

### Elenco
Em março de 2018, foi anunciado que Yusuf Gatewood, Cindy Luna e Anne-Marie Johnson haviam sido escaladas para os papéis principais do piloto. Juntamente com o anúncio do pedido da série, foi relatado que Chad James Buchanan e Paul Blackthorne haviam se juntado ao elenco e que a parte de Gatewood seria reformulada. Em 25 de setembro de 2018, foi anunciado que Justin Cornwell havia sido escolhido para substituir Gatewood.

## Recepção

### Resposta da crítica
O site de agregação de críticas Rotten Tomatoes reportou uma taxa de aprovação de 67% para a série, com base em 9 análises, com uma classificação média de 5,42/10.